# منتخب بلجيكا لاتحاد الرغبي
منتخب بلجيكا الوطني لاتحاد الرغبي (بالفرنسية: Équipe de Belgique de rugby à XV)‏ هو ممثل بلجيكا الرسمي في المنافسات الدولية في اتحاد الرغبي . تأسس في 1 يوليو 1930.

## وصلات خارجية
- الموقع الرسمي